# 中国国际问题研究院
中国国际问题研究院（英語：China Institute of International Studies, CIIS），简称国研院，位于北京市东城区台基厂头条3号（奥匈使馆旧址），是中国首家专门从事国际问题研究的机构，是隶属中华人民共和国外交部的事业单位，中國國際問題研究院屬於“黨政部門”的“專業智庫”，對目前國際政治與世界經濟等領域進行中長期戰略研究，並分析國際事務的現實與熱點即時分析、意見與建議，供外交部決策參考。

## 机构历史
经外交部常务副部长张闻天提议筹建，国务院批准，1956年11月24日，“中国科学院国际关系研究所”成立，这是中国历史上首家专门开展国际问题研究的机构。1958年与中国科学院脱钩，更名为“国际关系研究所”。中苏交恶期间，国际关系研究所参与了《九评苏共中央的公开信》的起草。
文化大革命爆发后，陈毅任党委书记的外交部党委沿袭政治运动的老办法，抛出外交部党委内定的35名“牛鬼蛇神”交群众批斗，其中包括外交部党委成员孟用潜（国际关系研究所所长）、王炳南、陈家康及一批司、处级干部；另外向外交部党委当时认为与文化有密切关系的单位如国际关系研究所、北京外国语学院等单位派工作组，发动群众批斗“牛鬼蛇神”。按照外交部党委的部署，1966年8月准备对孟用潜在外交部及他分管的国际关系研究所及世界知识出版社连续三天召开批斗大会。第一天的批斗大会在1966年8月10日上午在外交部举行，由外交部副部长乔冠华主持。乔冠华指着孟用潜说：“今天才知道你是人还是鬼。”安排好的发言人有外交部副部长韩念龙、部长助理宦乡、龚澎、工作组组长柳雨峰及副组长王珍等人。批斗大会开始后，孟用潜被叫到主席台上受批判。台下已布置好人领呼口号。突然有人喊：“孟用潜跪下！”主持人乔冠华便责令孟用潜跪下。后来，谁只要被发言者提到，就必须跪到主席台前陪斗。国际关系研究所几乎全部领导及业务骨干共19人在主席台跪成一排，每人被戴上早已准备好的高帽，手拄两根哭丧棒（白纸糊成的木棍）。孟用潜戴的高帽内，四周暗藏有图钉，用手一按便令孟用潜满头流血。发言完毕，在外交部内游斗，由站立在两侧的群众肆意踢打侮辱被游斗者。游斗不久，孟用潜便晕倒。自此孟用潜住进牛棚，供随时受揪斗与审问。1967年5月22日，孟用潜被中央专案组隔离审查，被逼迫证明刘少奇早年被捕叛变。
1967年8月15日，在外交部“革命造反联络站”（属于打倒陈毅派）砸政治部的影响之下，国际关系研究所的“造反大队”（属于打倒陈毅派）夺取了该所人事及财政大权。文化大革命期间，该所被撤销。
1973年，为适应1972年尼克松访华使中美关系取得突破后中国外交工作的需要，国务院总理周恩来作出关于重建国研所的指示。重建的研究所名为“国际问题研究所”。1973年1月，外交部决定恢复“国际问题研究所”，调张明养等五人参加筹备组。1977年，筹备组改为领导小组，领导小组成员包括张明养等人。1979年，外交部明确规定该研究所的方针任务是开展中长期、战略性、政策性研究。1986年，更名为“中国国际问题研究所”。
1998年，国务院机构改革，原国务院国际问题研究中心并入本所，挂靠在国务院国际问题研究中心的“中国国际问题研究和学术交流基金会”同时挂靠在本所，和中国太平洋经济合作全国委员会、亚太安全合作理事会中国委员会以及日后的中国军控与裁军协会成为本所的四个挂靠机构。
2014年6月，中央机构编制委员会办公室批准本所更名为“中国国际问题研究院”。2014年7月29日，举行更名仪式，外交部党委书记张业遂宣布更名决定，国务委员杨洁篪为“中国国际问题研究院”揭牌。

## 組織成員

### 历任领导
- 孟用潜（1956年－文革）
- 姚仲明（1972年－1978年底，国际问题研究所筹备组组长）[9]
- 李汇川（1980年8月－1983年2月）
- 郑为之（1983年2月－1986年7月）
- 王殊（1986年7月－1990年5月）
- 杜攻（1990年5月－1993年病逝）
- 杨成绪（1993年5月－2001年11月）
- 宋明江（2001年11月－2004年5月）
- 马振岗（2004年－2010年1月）
- 曲星（2010年1月－2014年12月）[10][11]
- 苏格（2015年6月－2018年1月1日）[12][13]
- 戚振宏（2018年1月2日－2020年10月26日）[13]
- 徐步（2020年10月26日-）[14]

## 研究領域

### 出版刊物
中國國際研究院於1959年5月創刊《國際問題研究》雜誌中文月刊，是中國首創的國際問題研究學術刊物。1960年代因為中國財政問題，中國外交部決定停辦，直至1962年7月起重新改為雙月刊出刊，至1966年3月再次停刊，文化大革命結束後於1981年7月以季刊復刊，2000年1月從季刊改為雙月刊，2011年10月國際問題研究全新改版聘請唐家璇、李肇星同志擔任顧問；王緝思、楊潔勉、秦亞青、周弘、劉江永、邢廣程6位權威專家擔任編委會成員，與國研院編委一道從事選題、組稿、審稿工作。
《國際問題研究》英文版《China International Studies》在國際問題研究期刊中文版刊出時，同時有英文版期刊不定期刊出，於2005年底英文版期刊《China International Studies》創刊並固定出刊由季刊改為雙月刊。

### 地區研究
- 美洲
- 亞太：台灣議題[16]
- 非洲
- 歐洲
- 歐亞

### 專題研究
- 國際安全
- 國際關係
- 中國外交
- 世界經濟
- 一帶一路